# Elezioni generali in Sudan del Sud del 2010
Le elezioni generali in Sudan del Sud del 2010, le prime dalla fine della seconda guerra civile sudanese, si tennero tra l'11 e il 15 aprile per l’elezione della Presidenza della Regione autonoma ed dell’Assemblea legislativa regionale.
In questo contesto, nonostante le istituzioni elette dalle votazioni fossero per la regione autonoma all’interno del Sudan, in seguito al successivo referendum del 2011 ed alla trasformazione dell’ente nello Stato sovrano del Sudan del Sud, quest’ultime hanno comunque conservato la loro posizione al fine di garantire un controllo ordinato sulla transizione e sulle successive elezioni regolari, divenendo così rispettivamente la Presidenza del Sudan del Sud e la Legislatura nazionale di transizione del Sudan del Sud con mandato, inizialmente, fino al 2015, poi prorogato in seguito ad una nuova guerra civile (2013-2020), numerose volte fino al 2024.

## Risultati

### Elezioni presidenziali
| Candidati           | Liste                                                                   | Voti      | %     |
| ------------------- | ----------------------------------------------------------------------- | --------- | ----- |
| Salva Kiir Mayardit | Movimento di Liberazione del Popolo del Sudan                           | 2.616.613 | 92,99 |
| Lam Akol            | Movimento di Liberazione del Popolo del Sudan - Cambiamento Democratico | 197.217   | 7,01  |
| Totale              | Totale                                                                  | 2.813.830 | 100   |

### Elezioni parlamentari
| Liste                                                                   | Seggi |
| ----------------------------------------------------------------------- | ----- |
| Movimento di Liberazione del Popolo del Sudan                           | 160   |
| Movimento di Liberazione del Popolo del Sudan - Cambiamento Democratico | 2     |
| Partito del Congresso Nazionale                                         | 1     |
| Indipendenti                                                            | 7     |
| Totale                                                                  | 170   |